# 鸭公社区
鸭公社区隶属于中华人民共和国海南省三沙市西沙区永乐群岛管理委员会，成立于2010年，地处南中国海西沙群岛永乐群岛鸭公岛。鸭公社区辖鸭公岛、全富岛、银屿、咸石屿，现有渔民50来户，上百人。
目前，鸭公社区里可以正常收看电视节目。